# Michael Krämer (Theologe)
Michael Krämer SDB (* 3. Januar 1923 in Krnjaja; † 11. Dezember 2016 in Benediktbeuern) war ein deutscher Ordensgeistlicher und römisch-katholischer Neutestamentler.

## Leben
Nach dem Besuch des Gymnasiums in Zagreb trat der Donaudeutsche in die kroatische Ordensprovinz der Salesianer Don Boscos ein. Er legte die erste Ordensprofess am 12. Oktober 1941 ab. Eine mehrjährige Haft in kommunistischen Gefängnissen unterbrach sein Theologiestudium. Erst 1953 durfte er aus Jugoslawien nach Deutschland ausreisen. Nach dem Abschluss des Theologiestudiums in Turin empfing er am 5. August 1956 in der Erzabtei Sankt Ottilien die Priesterweihe. Es folgte ein Spezialstudium am Pontificio Istituto Biblico in Rom, wo er 1968 zum Doctor in re biblica promoviert wurde. Von 1960 an bis zu seiner Emeritierung 1989 lehrte er Neues Testament (zeitweise auch Altes Testament) an der PTH Benediktbeuern. Jahrelang war er Sprecher für Radio Horeb. Zeitweise wirkte er als Pfarrer in Sindelsdorf, als Kaplan in Benediktbeuern und als Aushilfsgeistlicher in Schöffau und Seehausen am Staffelsee. Er war zwölf Jahre lang pastoral im Kindererholungsheim Hochried bei Murnau am Staffelsee tätig. Sein Forschungsschwerpunkt war das synoptische Problem.

## Schriften (Auswahl)
- Das Rätsel der Parabel vom ungerechten Verwalter Lk 16,1–13. Auslegungsgeschichte, Umfang, Sinn. Eine Diskussion der Probleme und Lösungsvorschläge der Verwalterparabel von den Vätern bis heute (= Biblioteca di scienze religiose. Band 5). Pas-Verlag, Zürich 1972, OCLC 611367207, (zugleich Dissertation, Päpstliches Bibelinstitut 1968).
- Die Überlieferungsgeschichte der Bergpredigt. Eine synoptische Studie zu Mt 4,23–7,29 und Lk 6,17–49 (= Deutsche Hochschulschriften. Band 433). Hänsel-Hohenhausen, Egelsbach/Köln/New York 1992, ISBN 3-89349-433-2.
  - Die Überlieferungsgeschichte der Bergpredigt. Eine synoptische Studie zu Mt 4,23–7,29 und Lk 6,17–49. EOS-Verlag, St. Ottilien 1992, ISBN 3-88096-634-6.
  - Die Überlieferungsgeschichte der Bergpredigt. Eine synoptische Studie zu Mt 4,23–7,29 und Lk 6,17–49 (= Deutsche Hochschulschriften. Band 433). 3. erweiterte Auflage, Hänsel-Hohenhausen, Egelsbach/Köln/New York 1994, ISBN 3-89349-433-2.
- als Übersetzer: Die Salesianische Familie Don Boscos als "communio" (= Institut für Salesianische Spiritualität der Salesianer Don Boscos. Arbeitstext. Band 8). Inst. für Salesianische Spiritualität der Salesianer Don Boscos, Benediktbeuern 1995, OCLC 75682280.
- Meine Rettung aus den Fängen des Kommunismus. Benediktbeuern 2003, OCLC 314689571.
- Jesus der Sohn Gottes und Verkünder der Botschaft vom Gottesreich. Vorträge bei Radio Horeb 1999–2001. Initiativkreis Münster e.V., Gescher 2005, ISBN 3-9809748-1-2.
- Die Entstehungsgeschichte der synoptischen Evangelien – das Matthäusevangelium. Echter, Würzburg 2014, ISBN 978-3-429-03739-0.
- Die Entstehungsgeschichte der synoptischen Evangelien – das Markusevangelium. Echter, Würzburg 2016, ISBN 3-429-03881-2.
- Die Entstehungsgeschichte der synoptischen Evangelien – das Lukasevangelium. Echter, Würzburg 2016, ISBN 3-429-03882-0.